# Малодорогостаївська сільська рада
Малодорогостаївська сільська́ ра́да — колишній орган місцевого самоврядування у Млинівському районі Рівненської області. Адміністративний центр — село Малі Дорогостаї.

## Загальні відомості
- Малодорогостаївська сільська рада утворена в 1545 році.
- Територія ради: 33,16 км²
- Населення ради: 1 838 осіб (станом на 2001 рік)

## Населені пункти
Сільській раді підпорядковані населені пункти:
- с. Малі Дорогостаї
- с. Брищі
- с. Мантин
- с. Маслянка
- с. Стоморги

## Склад ради
Рада складалася з 16 депутатів та голови.
- Голова ради: Андріюк Лариса Леонідівна
- Секретар ради: Будько Раїса Вікторівна

### Керівний склад попередніх скликань
| Прізвище, ім'я, по батькові | Основні відомості                                                                       | Дата обрання | Дата звільнення |
| --------------------------- | --------------------------------------------------------------------------------------- | ------------ | --------------- |
| Ліщук Федір Федорович       | Сільський голова, 1947 року народження, член Народної партії                            | 26.03.2006   | 01.12.2007      |
| Андріюк Лариса Леонідівна   | Сільський голова, 1966 року народження, освіта вища, член Соціалістичної партії України | 16.03.2008   | 31.10.2010      |
| Андріюк Лариса Леонідівна   | Сільський голова, 1966 року народження, освіта вища                                     | 31.10.2010   |                 |

Примітка: таблиця складена за даними сайту Верховної Ради України